# Шевцов, Александр Прохорович
Александр Прохорович Шевцов (9 августа 1853 — 1 ноября 1918) — российский военный деятель, генерал от инфантерии РИА (1908).

## Хронологический послужной список
- 09.08.1853 — родился. Православного исповедования.
- 1870 — окончил Орловскую Бахтина военную гимназию (кадетский корпус).
- 05.08.1870 — вступил в службу. Поступил в Первое Павловское военное училище. Юнкер.
- 17.07.1872 — окончил 1-е Павловское военное училище, выпущен подпоручиком в лейб-гвардии Московский полк.[1]
- ст. 17.07.1872 — подпоручик.
- ст. 11.08.1873 — прапорщик гвардии.
- ст. 30.08.1873 — поручик.
- 1878 — окончил Николаевскую академию Генерального штаба (по ускоренному выпуску без экзаменов).[2]
- ст. 27.11.1878 — штабс-капитан Генерального штаба.
- 27.11.1878—09.10.1882 — помощник ст. адъютанта штаба Виленского военного округа.
- 1880 — награждён орденом Святого Станислава 3 ст.
- 1878—1882 гг. — преподавал в Виленском пехотном юнкерском училище историю, тактику, топографию.
- ст. 30.08.1879 — капитан.
- 09.10.1882—05.09.1885 — штаб-офицер для поручений штаба Виленского военного округа.
- ст. 17.04.1883 — подполковник.
- 05.09.1885—05.02.1890 — штаб-офицер для поручений при командующем войсками Виленского военного округа.
- 1885 — награждён орденом Святого Станислава 2 ст.
- ст. 30.08.1887 — полковник (за отличие).
- 05.02.1890—17.06.1894 — начальник штаба 30-й пехотной дивизии.[3]
- 1892 — награждён орденом Святой Анны 2 ст.
- 17.06.1894—20.01.1897 — Начальник Виленского пехотного юнкерского училища.[4]
- 1895 — награждён орденом Святого Владимира 4 ст.
- 20.01.1897—20.07.1898 — командир 104-го Устюжского генерала князя Багратиона полка из состава 26-й пехотной дивизии 2 АК Виленского военного округа.[5]
- ст. 20.07.1898 — генерал-майор (за отличие).
- 20.07.1898—24.03.1899 — генерал для поручений при командующем войсками Виленского военного округа.
- 24.03.1899—12.08.1904 — окружной генерал-квартирмейстер штаба Виленского военного округа.
- 1901 — награждён орденом Святого Владимира 3 ст.
- 12.08.1904—08.09.1904 — начальник 1-й стрелковой бригады.
- 08.09.1904—06.12.1904 — командующий 30-й пехотной дивизии.[3]
- ст. 06.12.1904 — генерал-лейтенант (за отличие).
- 06.12.1904—24.04.1908 — начальник 30-й пехотной дивизии, командуя которой являлся участником русско-японской войны 1904—1905 годов.[3]
- 1906 — награждён орденом Святого Станислава 1 ст.
- 08.12.1908 был произведён в генералы от инфантерии с увольнением от службы.
- Проживал на юге России, арестован ЧК в Кисловодске, изъято всё ценное у семьи.
- 1.11.1918 — убит в ходе «красного террора» в числе заложников наряду с генералами Рузским, Радко-Дмитриевым, сенатором Медемом, Тумановым,  Перфильевым, Бочаровым, Шаховским и другими заключёнными-заложникамии другими (значится в материалах следственной комиссии, созданной белогвардейцами для расследования этого трагического эпизода гражданской войны).[6]

Был женат и имел троих детей.